# 里夏德·库登霍韦-卡莱吉

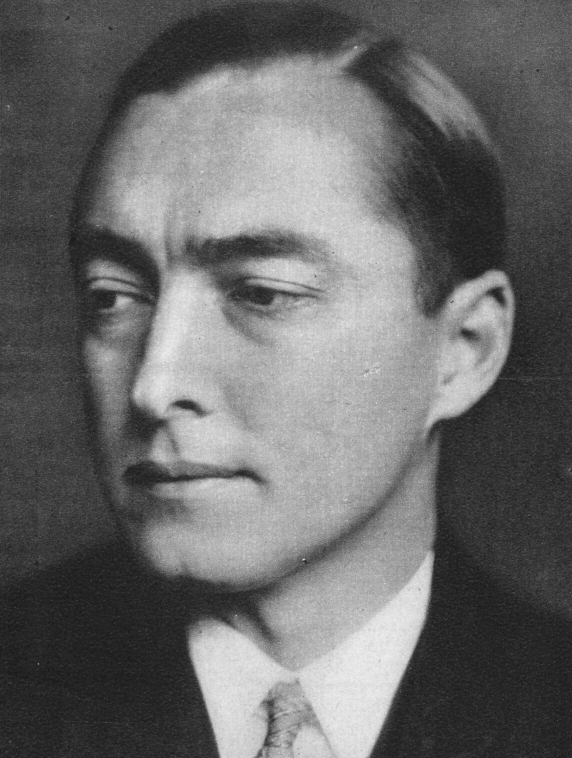
歐盟之父里夏德·尼古劳斯·冯·库登霍韦-卡莱吉伯爵

里夏德·尼古劳斯·库登霍韦-卡莱吉（德語：Richard Nikolaus Coudenhove-Kalergi，1894年11月16日—1972年7月27日），全名库登霍韦-卡莱吉伯爵里夏德·尼古劳斯·榮次郎（Richard Nikolaus "Eijiro" Graf von Coudenhove-Kalergi），奥地利日裔政治人物、地缘政治学家、哲学家，父親為前奧匈帝國署理駐清公使古典和福，母親為日本人青山光子、故得其幼名青山榮次郎。库登霍韦-卡莱吉是欧洲一体化的倡导者，创建了国际泛欧联盟并担任其主席达49年。他的思想影響了日本前首相鳩山由紀夫。

## 库登霍韦-卡莱吉姓
1903年，里夏德·尼古劳斯的父親將德語原文姓氏從库登霍韦改爲库登霍韦-卡莱吉。卡莱吉是里夏德·尼古劳斯之祖母瑪麗·馮·卡莱吉（Marie von Kalergi）的姓氏。

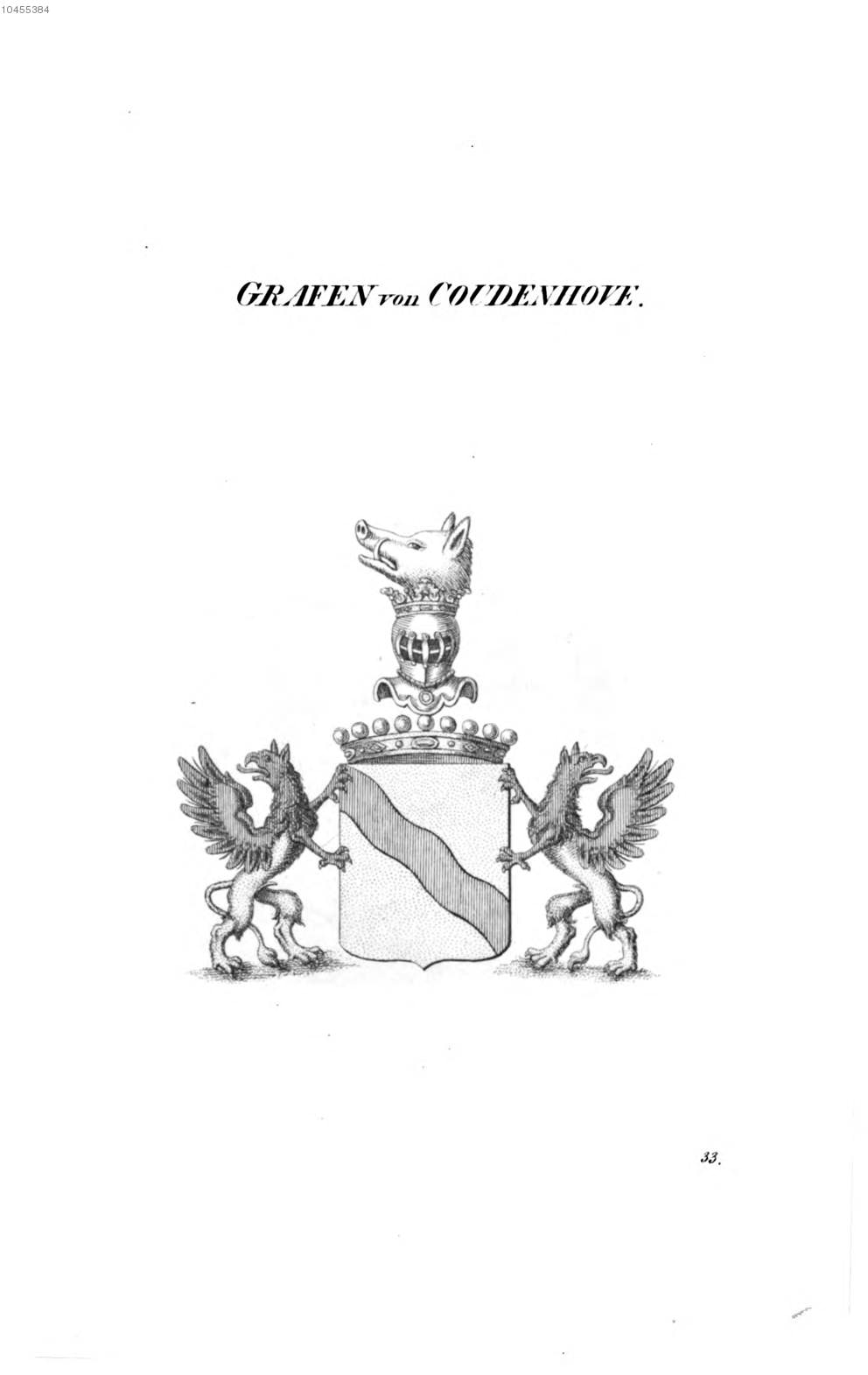
库登霍韦氏的纹章
卡莱吉氏的旗
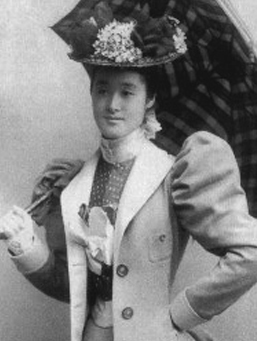
母親青山光子（日语：クーデンホーフ光子）
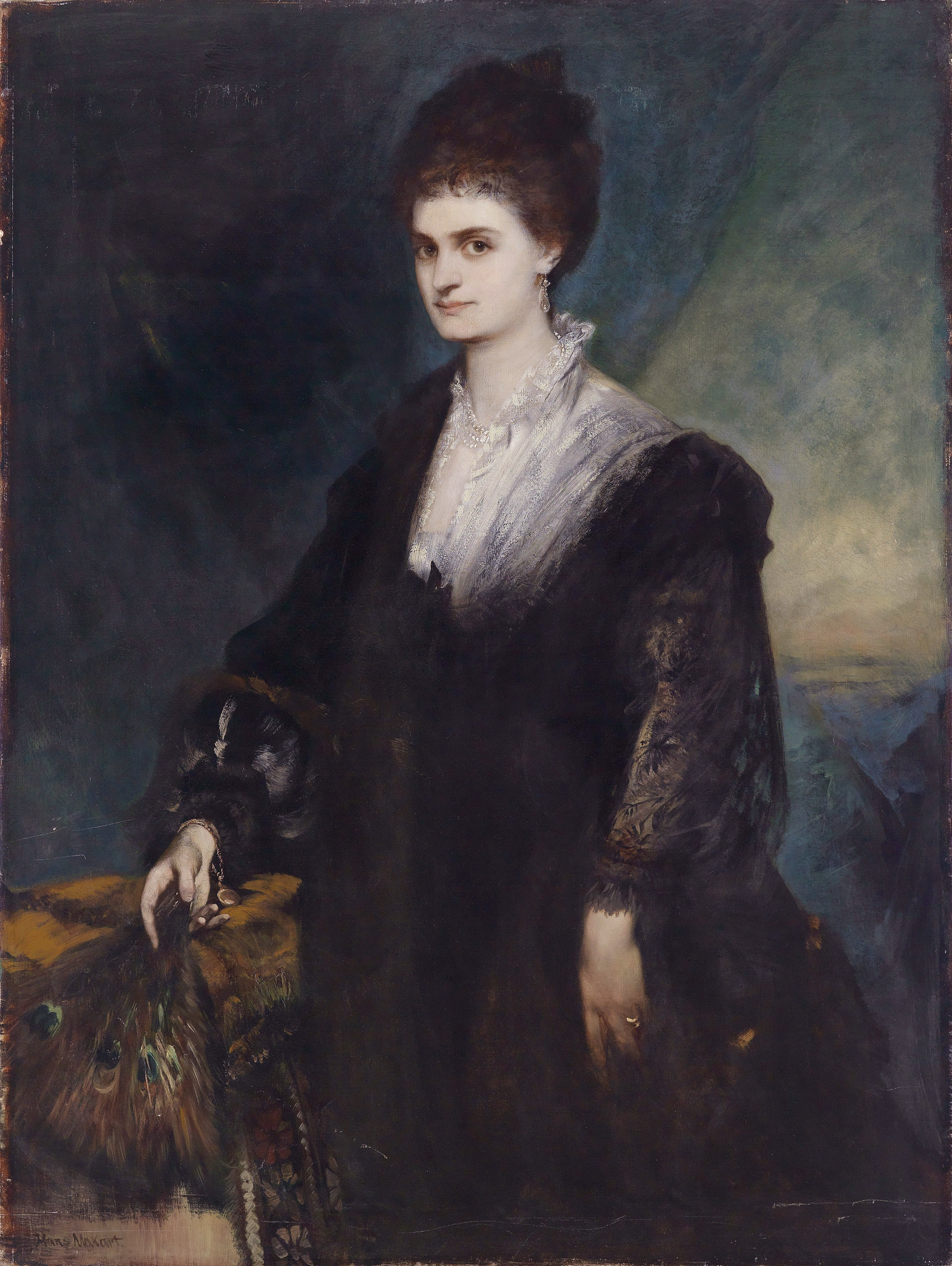
祖母玛丽·冯·卡莱吉（英语：Marie Kalergi (1840–1877)）
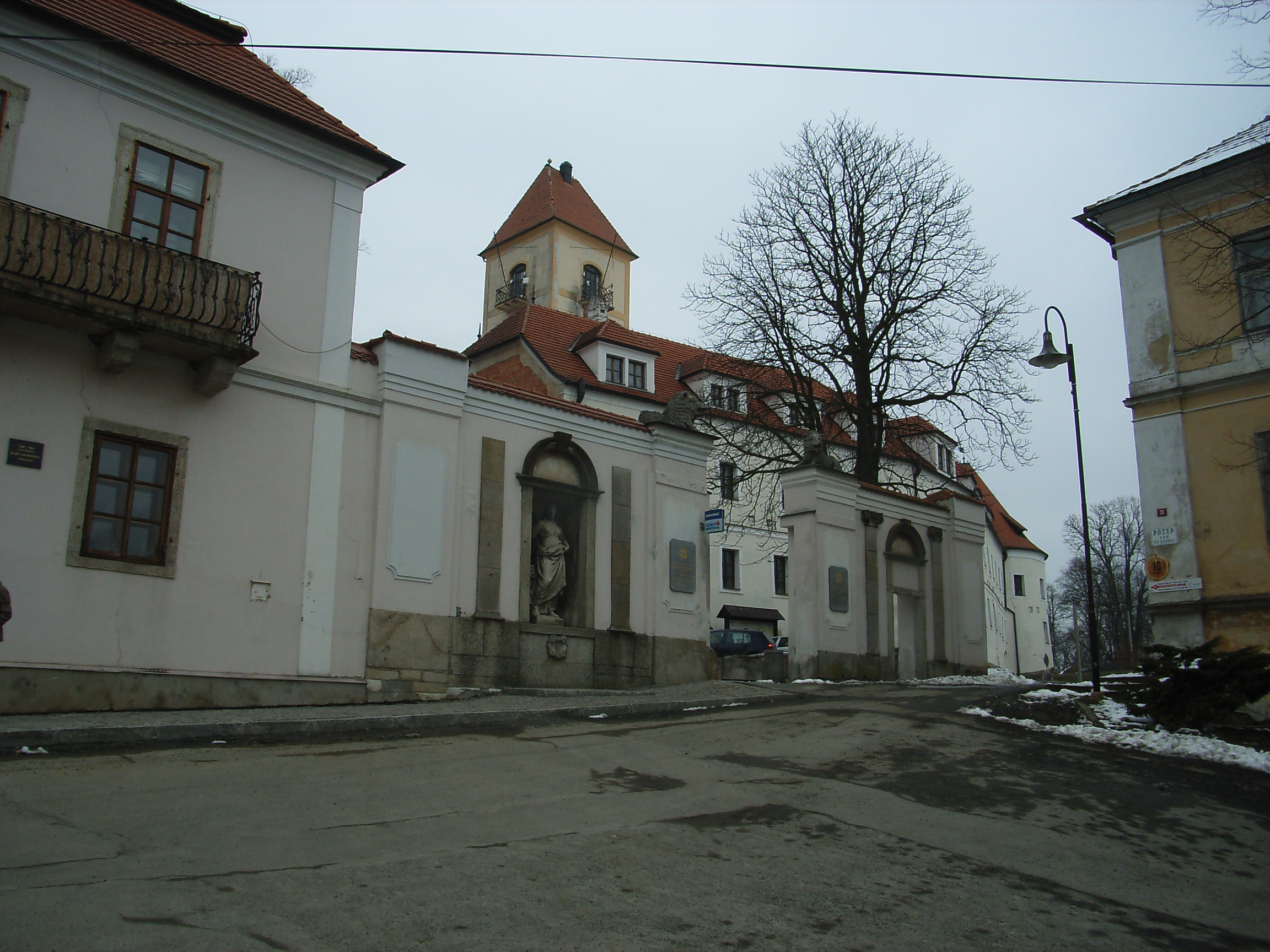
波別若維采之居所
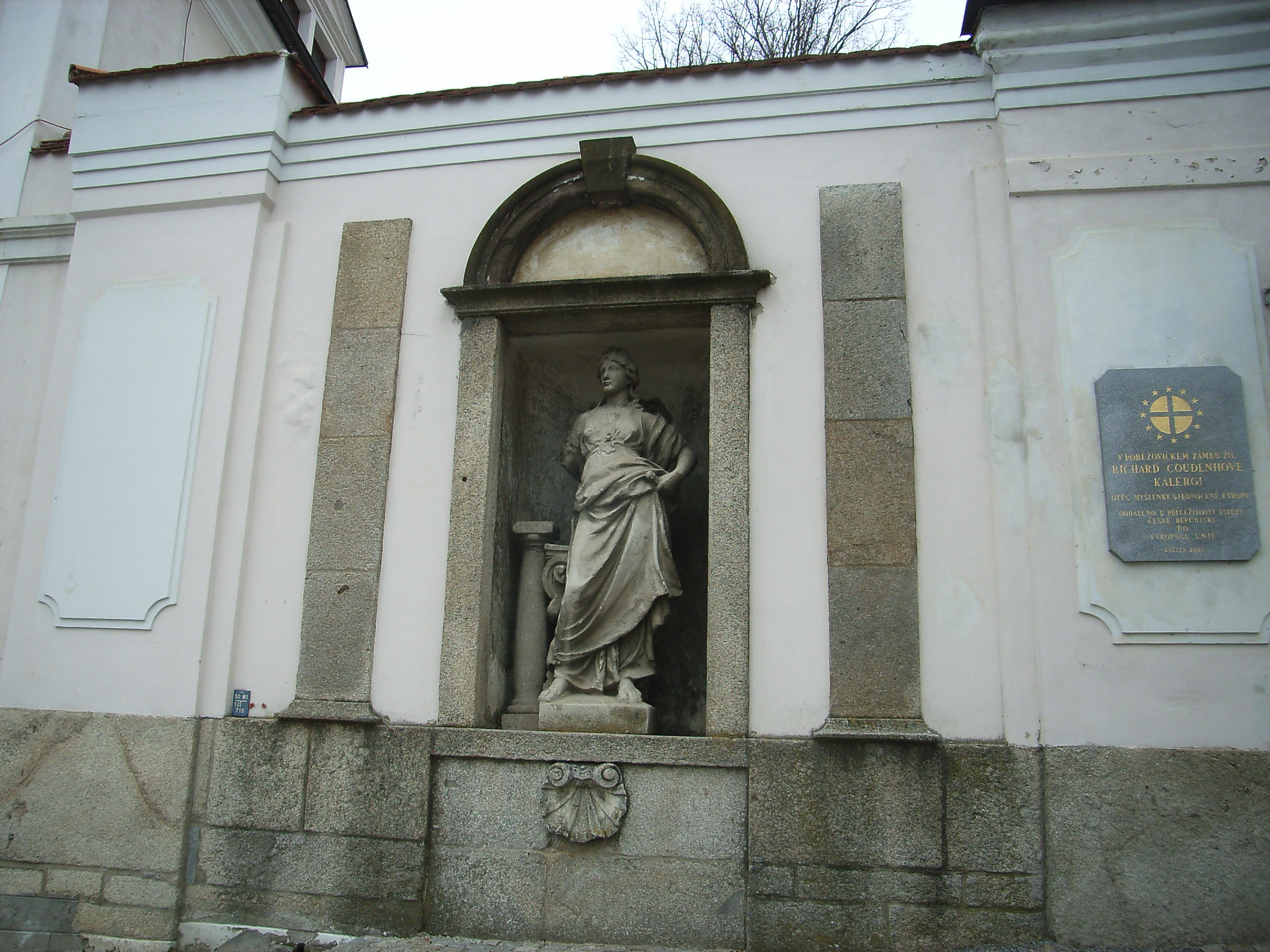
波別若維采之居所
初始泛欧联盟旗帜
新泛欧联盟旗帜

## 共济会
1922年，库登霍韦-卡莱吉在維也納加入了共济会。該維也納共濟會的名稱是「Humanitas」。但1926年，他退出了該「Humanitas」。

## 貝多芬的第九交響曲《歡樂頌》
库登霍韦-卡莱吉提出了以路德維希·范·貝多芬第九交響曲《歡樂頌》作為《歐洲之歌》。

## 诺贝尔奖提名
根據诺贝尔奖官方資料庫，库登霍韦-卡莱吉自1931年以来50次或更多獲提名為诺贝尔和平奖候選人。1970年至1972年的信息尚未發布。1972年，去世。

## 著作
- 歐洲合眾國（Pan-Europa），1923年
  - 夏奇峯、李實 译，上海：大東書局，1931年

## 外部連結
- European Society Coudenhove-Kalergi （页面存档备份，存于）
- Internationale Paneuropean Union* . Paneuropa Deutschland - Paneuropa-Union.   [2018-05-05]. （原始内容存档于2016-03-03）.
- . 维也纳大学. 2014年  [2015-01-28]. （原始内容存档于2017-06-08）.
- Richard Nikolaus Coudenhove-Kalergi AGSO - Archiv für die Geschichte der Soziologie in Österreich